# Gelderlandplein

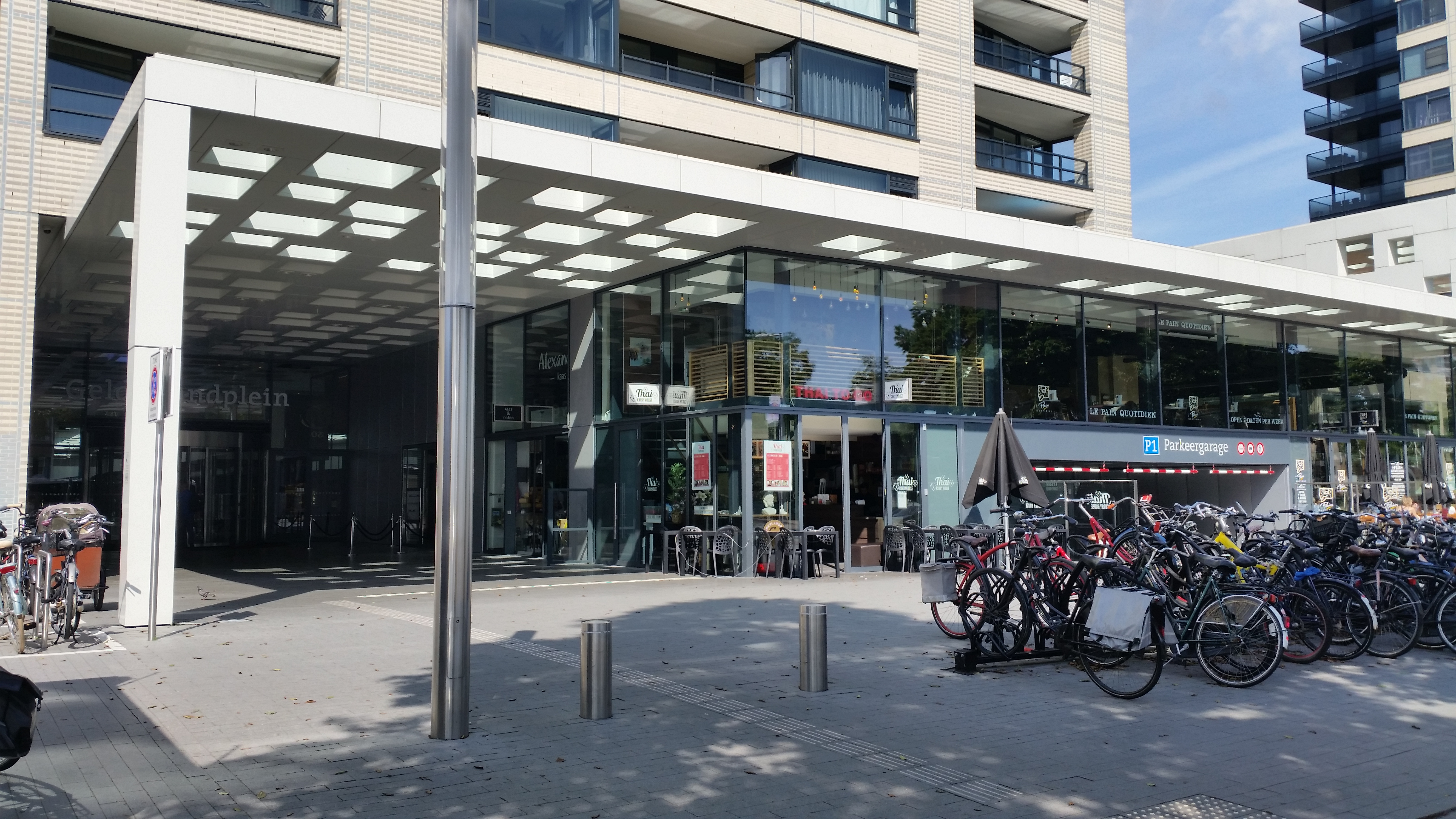
Hoofdingang oostzijde (juli 2019)

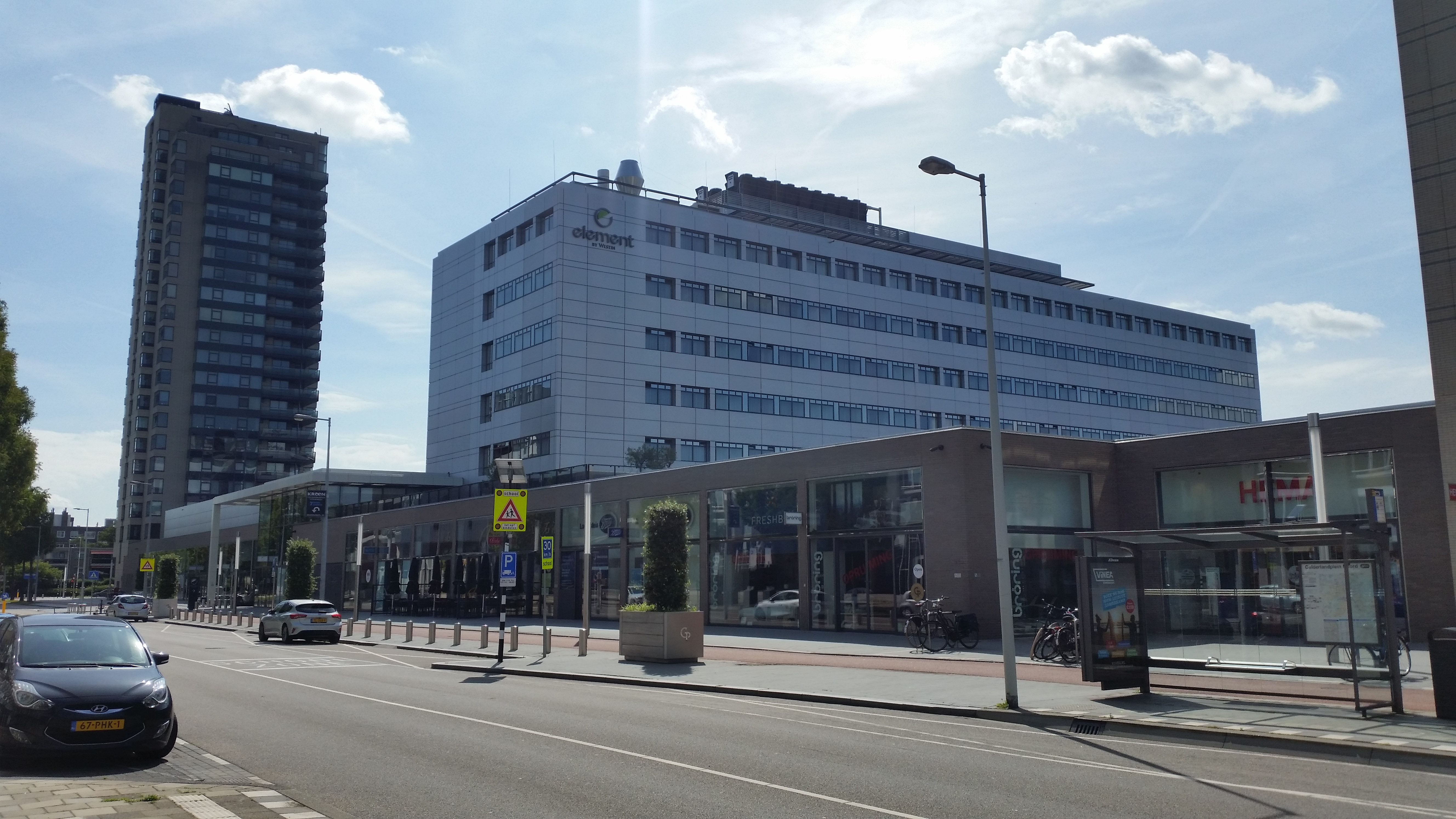
Noordgevel (juli 2019)

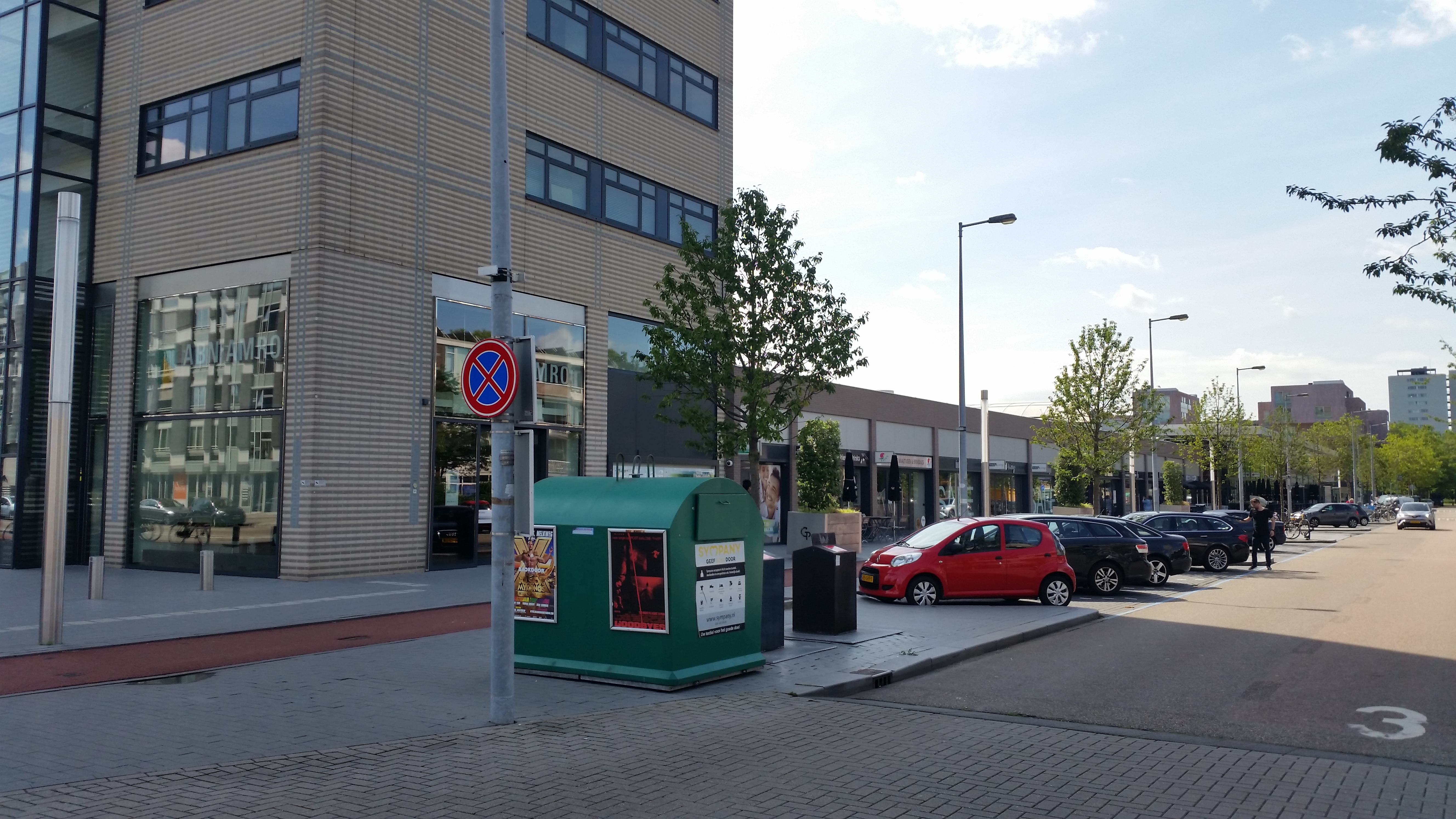
Westgevel (juli 2019)

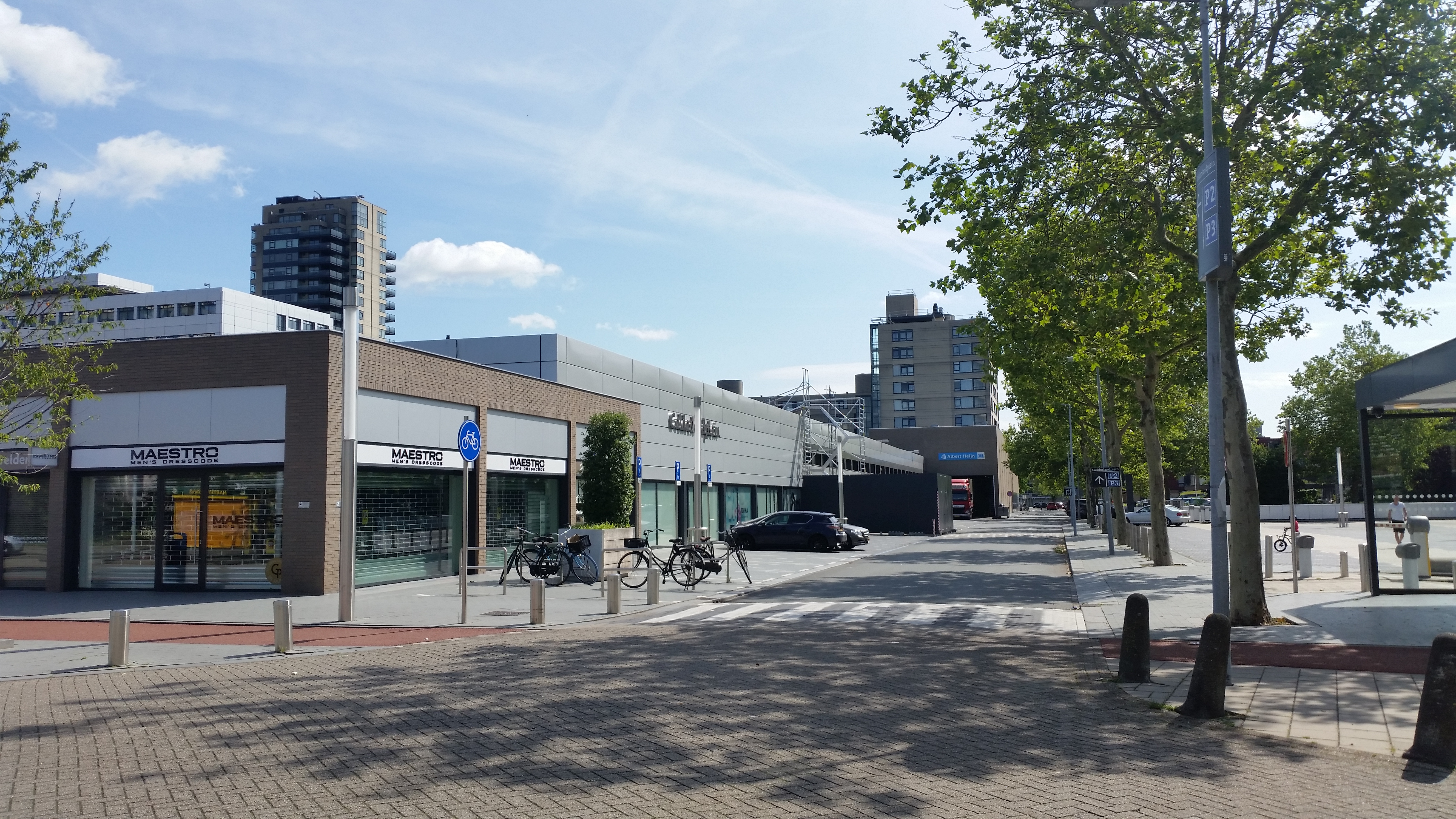
Zuidgevel (juli 2019)

Het Gelderlandplein is een overdekt winkelcentrum op het Gelderlandplein in de wijk Buitenveldert in Amsterdam-Zuid. Het bevindt zich tussen de Arent Janszoon Ernststraat, de Van Leijenberghlaan, Loowaard en de Willem van Weldammelaan. In 1966 kreeg het toenmalige plein zijn naam, naar de provincie Gelderland.

## Geschiedenis
In 1968 werd winkelcentrum Gelderlandplein geopend door de Amsterdamse burgemeester Ivo Samkalden. De buurtvoorziening besloeg het midden van het plein en was niet overdekt. In 1997 vond een grote verbouwing plaats waarbij de binnengalerijen overdekt werden. Ook werden kantoren en woningen toegevoegd. Het overdekte winkelcentrum heette daarna enige jaren Groot Gelderlandplein.
Het winkelcentrum kreeg in 2016 zijn oorspronkelijke naam terug, toen het na een renovatie werd heropend door burgemeester Eberhard van der Laan. De vernieuwing was volgens een ontwerp van architectenbureau Rijnboutt. De winkelroute werd veranderd, extra winkelruimte werd toegevoegd, alle vloeren werden vervangen, dubbelhoge etalages werden geplaatst en er werden opvallende entrees gecreëerd. Aan de buitenzijde werden horecazaken gerealiseerd met terrassen en in een voormalig kantoorpand werd een hotel gerealiseerd.

## Aanbod
Het winkelcentrum telt ongeveer 100 winkels en restaurants. De winkels variëren van speciaalzaken tot filialen van ketens. Er zijn dames-, heren- en kindermodewinkels. Voorts is er onder andere een kapper, sportwinkel, drogisterij, juwelier, telecomzaken en een opticien. Er zijn verschillende supermarkten waaronder Albert Heijn, Marqt, een Koreaanse supermarkt, en speciaalzaken zoals een bakker, slager en een slijterij. De horecagelegenheden bieden onder meer specialiteiten uit de Franse, Italiaanse, Japanse en Vietnamese keuken. De winkels stralen over het algemeen meer allure uit dan winkels in winkelcentra in de directe omgeving van het Gelderlandplein, niet in de laatste plaats vanwege de ligging van de Amsterdamse Zuidas in de directe nabijheid van het Gelderlandplein.

## Kunst
In de passages staat kunst van internationale kunstenaars. De collectie is door de eigenaar van het winkelcentrum in samenwerking met galerie Reflex samengesteld, passend bij het centrum en de winkeliers. In 2017 en 2019 was de collectie onderdeel van de ArtZuid kunstroute.
Kunstwerken op het Gelderlandplein:
- Julian Opie - Verity Walking in Dress
- Lars-Erik Fisk - Volkswagenball
- Erwin Wurm - Big Coat
- Donald Baechler - Walking figure
- Marcus Harvey - Victoria
- Joel Morrison - Weather balloon trapped in a shopping cart
- KAWS - Better Knowing
- Erwin Wurm - Sumo
- Erwin Wurm - Big Disobedience
- Patricia Piccinini - The Lovers
- Ai Weiwei - Forever
- Fred Allard - Dis Lui Toi que Je T'aime

## Gelderlandpleinlijn
In 2014 stopte de reguliere busroute de bediening van het westelijke deel van de wijk. Actiecomité "Red Bus 62" werd opgericht omdat oudere bewoners daardoor gedupeerd werden. Gefinancierd door de eigenaar van het winkelcentrum werd in 2015 begonnen met een gratis buslijn; de "Gelderlandpleinlijn". Er kwamen twee routes; een verbond de Zuidas met het Gelderlandplein en de andere route besloeg het westelijk deel van de wijk Buitenveldert. De busjes en het personeel worden geleverd door het GVB. In 2017 volgde een uitbreiding, er kwam een route tussen het winkelcentrum en het VU medisch centrum en een lijn die Novotel/Holiday Inn in het oosten van Buitenveldert aandoet. Sindsdien rijden de volgende lijnen als aanvulling op de reguliere lijn 62:
- Lijn 461: Gelderlandplein - Gustav Mahlerplein
- Lijn 463: Gelderlandplein - Bolestein
- Lijn 464: Gelderlandplein - Vivaldi

Er wordt dagelijks gereden, voornamelijk in een halfuurdienst. Er is een app ontwikkeld waarop te zien is waar de bus zich bevindt en hoe lang de wachttijd is.